# Waterschap Hoeksema
Het Waterschap Hoeksema is een voormalig waterschap in de Nederlandse provincie Groningen.
Van het waterschap is niet veel meer bekend dat het bestond uit een 20-tal percelen in de sectie A van de kadastrale gemeente Aduard. Het schap was in 1869 opgericht en in 1992 bleek dat het formeel niet was ontbonden. Dit gebeurde toen alsnog.
Waterstaatkundig gezien ligt het gebied sinds 1995 binnen dat van het waterschap Noorderzijlvest.